# 浅野要二
浅野 要二（あさの ようじ）は、日本の男性声優。主にアダルトゲームに声をあてている。

## 出演

### ゲーム
- Under The Moon（セイジュ[1]）
  - Under the Moon 〜つきいろ絵本〜（セイジュ[2]）
- 鬼畜眼鏡（御堂孝典[3]） 
  - 鬼畜眼鏡R（御堂孝典[4]）
- コイビト遊戯（和泉澤大貴[5]）
- sweet pool（上屋武彦）
- 真剣で私に恋しなさい!（葵冬馬[6]）
  - 真剣で私に恋しなさい!S（葵冬馬[7]）
- ラッキードッグ1（ベルナルド・オルトラーニ[8]）

### OVA
- 女教師 -肉体授業-（佐山）
- 女系家族 〜淫謀〜（鹿取達也）
- 姉、ちゃんとしようよっ!（壬生誠）
- 人妻かすみさん（松原良治）
- もみじ-「ワタシ…人形じゃありません…」（御門和人）
- 燐月-リンゲツ-（燐堂直人[9]）
- 背徳妻（思井俊治[10]）

### CD

#### ドラマCD
2007年
- Under the Moon（セイジュ）

1. 「あの月の下で[11]」
2. 羊でおやすみシリーズ Under the Moon ver. 「月の下でおやすみ[12]」

2008年
- Under the Moon ドラマCD 「Love Letters」（セイジュ[13]）

#### BLCD
2007年
- 鬼畜眼鏡-眼鏡装着盤-（御堂孝典[14]）
- 鬼畜眼鏡-眼鏡非装着盤-（御堂孝典[15]）

2009年
- コイビト遊戯ドラマCD Vol.3 和泉澤大貴×藍川裕太編 夏のせいかしら!?（和泉澤大貴[16]）
- ラッキードッグ1 SUMMER CHANCE（ベルナルド・オルトラーニ[17]）
- ラッキードッグ1 AUTUMN CHANCE（ベルナルド・オルトラーニ[18]）
- ラッキードッグ1 WINTER CHANCE（ベルナルド・オルトラーニ[19]）
- ラッキードッグ1 SPRING CHANCE（ベルナルド・オルトラーニ[20]）

2010年
- 鬼畜眼鏡-眼鏡装着編II-（御堂孝典[21]）
- 鬼畜眼鏡-眼鏡非装着編II-（御堂孝典[22]）
- ラッキードッグ1　anniversary：06.10（ベルナルド・オルトラーニ[23]）

2011年
- ラッキードッグ1 MOBILE SPECIAL（ベルナルド・オルトラーニ[24]）

### オーディオドラマ
- オーディオドラマ あの空の向こう側（2005年、三雲はじめ[25]）